# Rafik Schami
Rafik Schami (رفيق شامي en árabe) (Damasco, 23 de junio de 1946) es un escritor sirio-alemán doctor en química. El seudónimo Rafik Schami significa «amigo de Damasco», su nombre real es Suheil Fadél (سهيل فاضل).

## Vida
Procede de la minoría cristiana-aramea de Damasco; ingresó en un internado de jesuitas en el norte del Líbano, y luego estudió física, química y matemáticas en Damasco. Con 19 años empezó a escribir; en 1966 creó en la ciudad vieja de Damasco el periódico mural Al-Muntalak, que fue prohibido en 1969.
En 1970 huyó al Líbano, en parte para evitar el servicio militar, y en parte debido a la censura. En 1971 emigró a Alemania Occidental. Allí continuó sus estudios de química en la Universidad de Heidelberg, y se doctoró en 1979. Compaginó su vida universitaria con distintos trabajos temporales en grandes almacenes, restaurantes, obras y fábricas. Publicó numerosos textos en antologías y revistas, primero en árabe y desde 1977 también en alemán. Su primer libro en este idioma se publicó en 1978, Andere Märchen. En 1980 fue cofundador del grupo literario Südwind y de la asociación PoLiKunst-Verein. Desde 1982 vive como escritor independiente en el Palatinado Renano. Entre 1980 y 1985 fue coeditor y coautor de las colecciones Südwind-Gastarbeiterdeutsch y Südwind-Literatur.
Se le considera uno de los autores en alemán de mayor éxito, ganador de numerosos premios y reconocimientos. Parte de su éxito se cimenta en sus lecturas públicas, donde despliega su capacidad narrativa.
Ha defendido durante muchos años la reconciliación entre palestinos e israelís, y ha dedicado muchos esfuerzos a esta tarea: en congresos, ensayos o como editor en 2001 del volumen de artículos Angst im eigenen Land, donde árabes e israelíes aportan su punto de vista sobre el conflicto. En la Feria del Libro de Fráncfort de 2004 recibió duras críticas por parte de autores pertenecientes al mundo árabe debido a unas declaraciones de Schami sobre la situación de los escritores árabes en cierto países en una entrevista publicada en la revista Stern.
Posee la nacionalidad siria y la alemana. En 1990 conoció a la dibujante y escritora Root Leeb, con la que está casado desde 1991. Tienen un hijo. Leeb ha ilustrado un gran número de sus obras, ha diseñado las portadas de sus libros publicados en la editorial dtv y los ha dotado de un aspecto inconfundible. Su hijo Emil Fadel ha empezado a ser conocido tras recibir en el año 2014 el Martha Saalfeld Förderpreis.
En 2010 se le concedió la Cátedra de los Hermanos Grimm de la Universidad de Kassel. Sus clases se centran en el arte de narrar historias. Otros poseedores de la cátedra han sido Herta Müller, Christoph Hein o Klaus Harpprecht.

## Reconocimientos

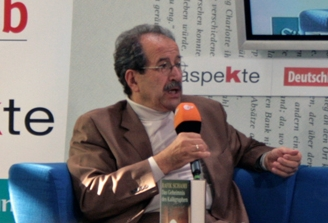
Rafik Schami en el año 2009.

- 1985 Premio Adelbert von Chamisso
- 1986 Premio Thaddäus Troll
- 1987 Blaue Brillenschlange
- 1987 Ehrenliste des Staatspreises
- 1987 Preis der Leseratten
- 1987 La vache qui lit
- 1989 Premio Smelik Kiggen
- 1990 Rattenfänger-Literaturpreis
- 1990 Phantastik-Preis der Stadt Wetzlar
- 1991 Mildred L. Batchelder Award
- 1993 Premio Adelbert von Chamisso
- 1994 Premio Hermann Hesse
- 1995 Premio de la crítica discográfica alemana
- 1996 Prix de Lecture à deux voix 96
- 1996 Premio de la crítica discográfica alemana
- 1997 Storytelling World Award
- 1997 Premio Hans Erich Nossack
- 1999 Libro del mes de febrero (Volkacher Akademie, por Der geheime Bericht über den Dichter Goethe)
- 2003 Weilheimer Literaturpreis
- 2003 Kunstpreis Rheinland-Pfalz
- 2007 Premio Nelly Sachs
- 2009 Book of the Year Awards
- 2010 IPPY-Goldmedaille
- 2010 Cátedra de los Hermanos Grimm de la Universidad de Kassel
- 2011 Premio Georg K. Glaser
- 2011 Premio Gegen Vergessen – Für Demokratie
- 2012 Eine Stadt. Ein Buch.
- 2013 Das Hamburger Tüddelband für Kinder- und Jugendbuchautoren
- 2015 Premio Hermann Sinsheimer
- 2015 La obra Eine Hand voller Sterne fue elegida como Ein Buch für die Stadt en Colonia
- 2015 Preis der Stiftung Bibel & Kultur
- 2015 Großer Preis der Akademie für Kinder- und Jugendliteratur

## Obra
- Andere Märchen (1978, junto a Angelika Sahra)
- Das Schaf im Wolfspelz. Märchen und Fabeln (1982)
- Luki, das Abenteuer eines kleinen Vogels (1983)
- Das letzte Wort der Wanderratte. Märchen, Fabeln und phantastische Geschichten (1984)
- Weshalb darf Babs wieder lachen? (1985)
- Der Fliegenmelker und andere Erzählungen aus Damaskus (1985)
- Der erste Ritt durchs Nadelöhr: noch mehr Märchen, Fabeln & phantastische Geschichten (1985)
- Der Kameltreiber von Heidelberg (1986)
- Verrückt zu sein ist gar nicht so einfach (1987)
- Malula: Märchen und Märchenhaftes aus meinem Dorf (1987)
- Eine Hand voller Sterne (1987)
- Die Sehnsucht fährt schwarz: Geschichten aus der Fremde (1988)
- Narradores de la noche (1989)
- Der Wunderkasten (1990)
- Der fliegende Baum. Die schönsten Märchen, Fabeln und phantastischen Geschichten (1991)
- Vom Zauber der Zunge. Reden gegen das Verstummen (1991)
- Der ehrliche Lügner. Roman von tausendundeiner Lüge (1992)
- Der Fliegenmelker: Geschichten aus Damaskus (1993)
- ¡No es un papagayo! (1994)
- Zeiten des Erzählens (1994)
- Der brennende Eisberg. Eine Rede, ihre Geschichte und noch mehr (1994)
- Schulgeschichten (1995)
- Viaje entre la noche y la mañana (1995)
- Loblied und andere Olivenkerne (1996)
- Die Sehnsucht fährt schwarz. Geschichten aus der Fremde (1996)
- Gesammelte Olivenkerne. Aus dem Tagebuch der Fremde (1996)
- Hürdenlauf oder von den unglaublichen Abenteuern, die einer erlebt, der seine Geschichte zu Ende erzählen will (1996)
- Milad. Von einem der auszog, um einundzwanzig Tage satt zu werden (1997)
- Der erste Kuss nach drei Jahren (1997)
- Der erste Ritt durchs Nadelöhr. Noch mehr Märchen, Fabeln & phantastische Geschichten (1998)
- Erich Jooß (editor): Damals dort und heute hier. Über Fremdsein (1998)
- Albin und Lila (1999)
- Der geheime Bericht über den Dichter Goethe. Wie er eine Prüfung auf einer arabischen Insel bestand (1999, junto a Uwe-Michael Gutzschhahn)
- Sieben Doppelgänger (1999)
- Como editor: Wie kam die Axt in den Rücken des Zimmermanns. Mörderische Geschichten über Handwerker und andere Dienstleister (1999)
- Zeiten des Erzählens. Mit neuen zauberhaften Geschichten (2000)
- Die Sehnsucht der Schwalbe (2000)
- Angst im eigenen Land. Israelische und palästinensische Schriftsteller im Gespräch (2001)
- Die Farbe der Worte. Geschichten und Bilder (2002)
- Mit fremden Augen. Tagebuch über den 11. September, den Palästinakonflikt und die arabische Welt (2002)
- Damaskus, der Geschmack einer Stadt (2002, junto a su hermana Marie Fadel)
- Cómo curé a papá de su miedo a los extraños (2003)
- Das grosse Rafik Schami Buch (2003)
- Die schönsten Märchen (2003)
- El lado oculto del amor (2004)
- Damaskus im Herzen und Deutschland im Blick (2006)
- Der Kameltreiber von Heidelberg (2006)
- Como editor: Lob der Ehe (2007)
- Wie federleichte Liebe einen schweren Bären bewegen kann (2007)
- Was ich schaffe, überdauert die Zeit. Eine Geschichte von der Schönheit der Schrift (2008)
- El secreto del calígrafo (2008)
- Die Geburt, eine Weihnachtsgeschichte (2008)
- Eine deutsche Leidenschaft namens Nudelsalat und andere seltsame Geschichten (2011)
- „Wie sehe ich aus?“ fragte Gott (2011)
- Die Frau, die ihren Mann auf dem Flohmarkt verkaufte (2011)
- Das Herz der Puppe (2012)
- „Hast du Angst?“ fragte die Maus (2013)
- Der Mut, die Würde und das Wort. Von der Verpflichtung, den Mund aufzumachen (2013)
- Meister Marios Geschichte. Wie die Marionetten aus der Reihe tanzten (2013)
- Como editor y coautor: Sechs Sterne – Reisen (2015)
- Sophia oder Der Anfang aller Geschichten (2015)